# Léo Mineiro
Léo Mineiro (ur. 10 marca 1990 w Belo Horizonte) – brazylijski piłkarz występujący na pozycji napastnika.

## Kariera piłkarska
Od 2006 roku występował w Cruzeiro EC, América, Jeju United, Athletico Paranaense, Ipatinga, XV de Novembro Piracicaba, Villa Nova AC, Paraná Clube, Coimbra, FC Gifu, Daegu FC i Busan IPark.